# آنیوپلوئیدی
آنیوپلوئید یا آنوپلوئید (به انگلیسی: Aneuploid) در زیست‌شناسی، ژن‌شناسی و زیست‌فناوری به اندامگان یا یاخته‌ای که یک یا چند کروموزوم کمتر یا بیشتر از تعداد معمول کروموزوم‌های گونهٔ مربوط داشته باشد، می‌گویند.  به اندامگان یا یاخته‌ای چندلاد که تعداد کروموزوم‌‌های آن مضرب صحیحی از عدد پایهٔ کروموزوم‌‌های گونهٔ مربوط باشد یوپلوئید euploid گفته می‌شود.
فرهنگستان زبان فارسی برای آنیوپلوئیدی واژه ناهولادی و برای یوپلوئید هولاد را برگزیده است.